# 伊藤忍 (陸軍軍人)
伊藤 忍（いとう しのぶ、1894年（明治27）3月15日 - 1995年（平成7年）11月17日）は、日本の陸軍軍人。最終階級は陸軍中将。陸軍運輸部内で上陸作戦の専門家として認められた人物。

## 経歴
宮城県仙台市出身。1915年（大正4年）5月、陸軍士官学校（27期）を卒業。同年12月、歩兵少尉に任官し歩兵第49連隊付となる。1923年（大正12年）11月、陸軍大学校（35期）を卒業し、参謀本部外国戦史課などで勤務した。
1937年（昭和12年）8月、近衛師団参謀に就任。1938年（昭和13年）7月、歩兵大佐に進級し、同年7月、第17師団参謀長に転じ日中戦争に出征。宜昌作戦などに参戦した。1940年（昭和15年）8月、第14師団司令部付となり満州に赴任。同年9月、歩兵第66連隊長に就任し帰国した。
1941年（昭和16年）7月、船舶輸送司令部隷下の第1揚陸団長に転じ、同年8月、陸軍少将に昇進し太平洋戦争を迎えた。伊藤は上陸作戦の専門家の一人とされ、第14軍指揮下で比島作戦に参加。第1揚陸団の一部はコレヒドール島攻略に当たり、本隊は第16軍の指揮下に入り蘭印作戦に従事した。
1942年（昭和17年）8月、第1揚陸団が第1船舶団に改編され、引き続き団長を務めた。ケ号作戦に従事。1943年（昭和18年）2月、船舶練習部付となり、船舶司令部付を経て、1944年（昭和19年）2月、第2船舶輸送司令官に就任。1945年（昭和20年）4月、陸軍中将に進んだ。1947年（昭和22年）11月28日、公職追放仮指定を受けた。
1995年（平成7年）11月17日、心不全により満101歳で死去。

## 逸話
- 比島作戦参加のため宇品から台湾に出発する朝、下宿で朝食をとっていたとき一羽の白鷹が部屋の中を数回巡って飛び去ったという[3]。
- 小金井市の自宅の庭に白鷹神社を建立し、毎朝、ガダルカナル島の戦死者の冥福を祈っていた[9]。